# Cook County (Illinois)
Cook County je okres v severovýchodní části amerického státu Illinois. Má přes 5 milionů obyvatel. Sídlem je město Chicago. Cook County je srdcem metropolitní oblasti Chicaga.

## Demografie
Podle sčítání lidu z roku 2010 zde žilo 5 194 675 obyvatel.

### Rasové složení
- 55,4 % Bílí Američané
- 24,8 % Afroameričané
- 0,4 % Američtí indiáni
- 6,2 % Asijští Američané
- 0,0 % Pacifičtí ostrované
- 10,6 % Jiná rasa
- 2,5 % Dvě nebo více ras

Obyvatelé hispánského nebo latinskoamerického původu, bez ohledu na rasu, tvořili 24,0 % populace.